# FoundationDB
FoundationDB — свободная распределенная NoSQL СУБД с ACID-транзакциями уровня Serializable, хранящая отсортированные пары ключ-значение (ordered key-value store). Ключами и значениями могут быть произвольные последовательности байт. У неё нет единой точки падения — все машины кластера равноправны. Она сама распределяет данные по серверам кластера и  масштабируется на лету: когда в кластер нужно добавить ресурсов, ты просто добавляешь адрес новой машины на конфигурационных серверах и СУБД сама подхватывает ее. Разработчик — компания Apple. Код СУБД написан на языке C++ и Си.
С апреля 2018 FoundationDB переведена в разряд свободных СУБД и поставляется под лицензией Apache 2.0

.

## История
FoundationDB, со штаб-квартирой в Вене, штат Вирджиния, был запущен в 2009 году Ником Лавеццо (Lavezzo), Дейвом Шерером (David Scherer) и Дэйвом Розенталем (David Rosenthal), опираясь на их опыт исполнительной и технологической роли в их предыдущей компании «Визуальные науки» («Visual Sciences», была куплена в 2008 году компанией Omniture за 60 млн долларов).

FoundationDB Alpha появилась в январе 2012 года и прекратила свое существование 4 марта 2013 года публичным бета-релизом. Эта версия 1.0 была выпущена в качестве общедоступной 20 августа 2013 года.
25 марта 2015 года сообщалось, что Apple приобрела компанию.